# Силвена Роу
Силвена Роу  (на английски: Silvena Rowe) е български професионален готвач, тя работи във Великобритания, ОАЕ и България.

## Биография
Силвена Лаута е родена на 24 юли през 1964 г. в град Пловдив в семейството на майка българка и баща българин от турски произход.
Баща ѝ е редактор във вестник, който е принуден да смени името си от Лаутлу на Лаута по времето на възродителния процес. Силвена твърди, че от него идва любовта ѝ към готвенето.
Силвена се премества в Лондон, когато е на 19 години. Пише кулинарни статии във вестник Гардиън, участва в различни предавания по Би Би Си и ITV, консултант във филма на Дейвид Кронънбърг „Източни обещания“.
Тя готви за знаменитости като Клаудия Шифер, Тина Търнър и Шер. Книгата ѝ „Feasts“ е спечелила престижната награда за храна и напитки – Glendfiddich. В своите книги вмъква и българската кулинарна традиция.
През 2013 води кулинарното шоу „Щипка сол“ по bTV, а през 2019, 2020 и 2021 г. е ментор в кулинарното риалити MasterChef.
През лятото на 2021 г. стартира своя YouTube канал с различни рецепти, а през 2021 г. издава деветата си книга с рецепти „Моята кухня“, която е и нейна първа книга на български език.
През февруари 2022 г. стартира новото ѝ кулинарно предаване „Моето звездно парти“ по bTV.

## Книги
- Supergrub: Dinner-party Bliss on a Budget, Collins, 2004
- Feasts: Food for Sharing from Central and Eastern Europe, Mitchell Beazley, 2007
- Genesis Breast Cancer Prevention Diet – London 2007
- The Eastern and Central European Kitchen: Contemporary and Classic Recipes, 2007